# Metropolitano de Amesterdão

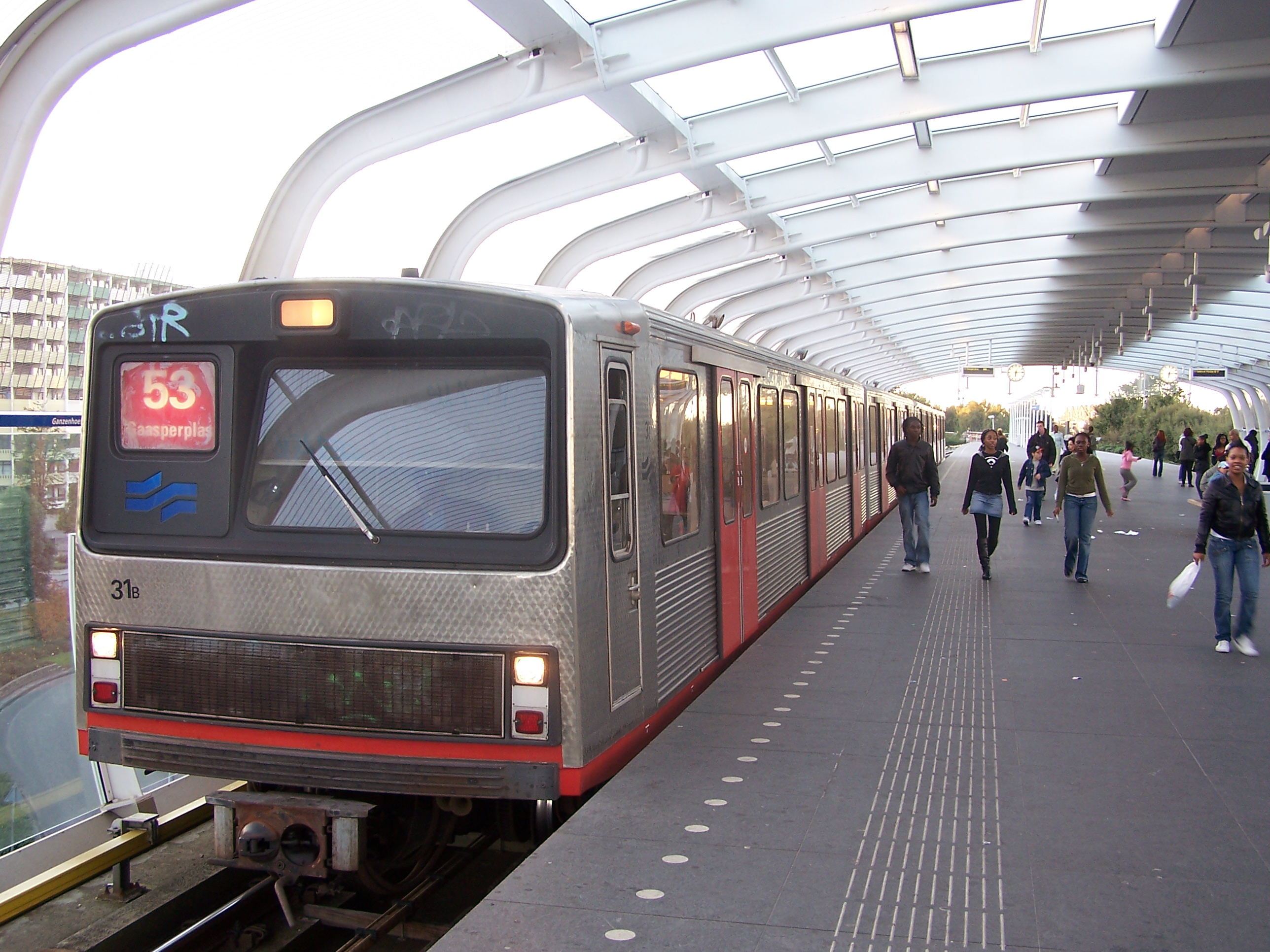

O metro de Amesterdão é um sistema de metropolitano que opera na cidade de Amesterdão, nos Países Baixos. É composto por três linhas principais: a Linha Este, a Linha de Amstelveen e a Linha em anel. A primeira liga a estacão Centraal Station a duas zonas Amsterdam Zuidoost e Bijlmermeer, estando divida em dois troços: Linha 53 e Linha 54. A linha de Amstelveen (Linha 51) une a estação Centraal Station ao subúrbios de Amstelveen. Por fim, a linha em anel (Linha 50) liga o sudeste e o oeste da cidade, passando pelo centro.

## História
Decidiu-se em 1968 que se iria construir uma rede de metropolitano na cidade; foram construídas quatro linhas, ligando toda a cidade e substituindo algumas linhas de elétrico.

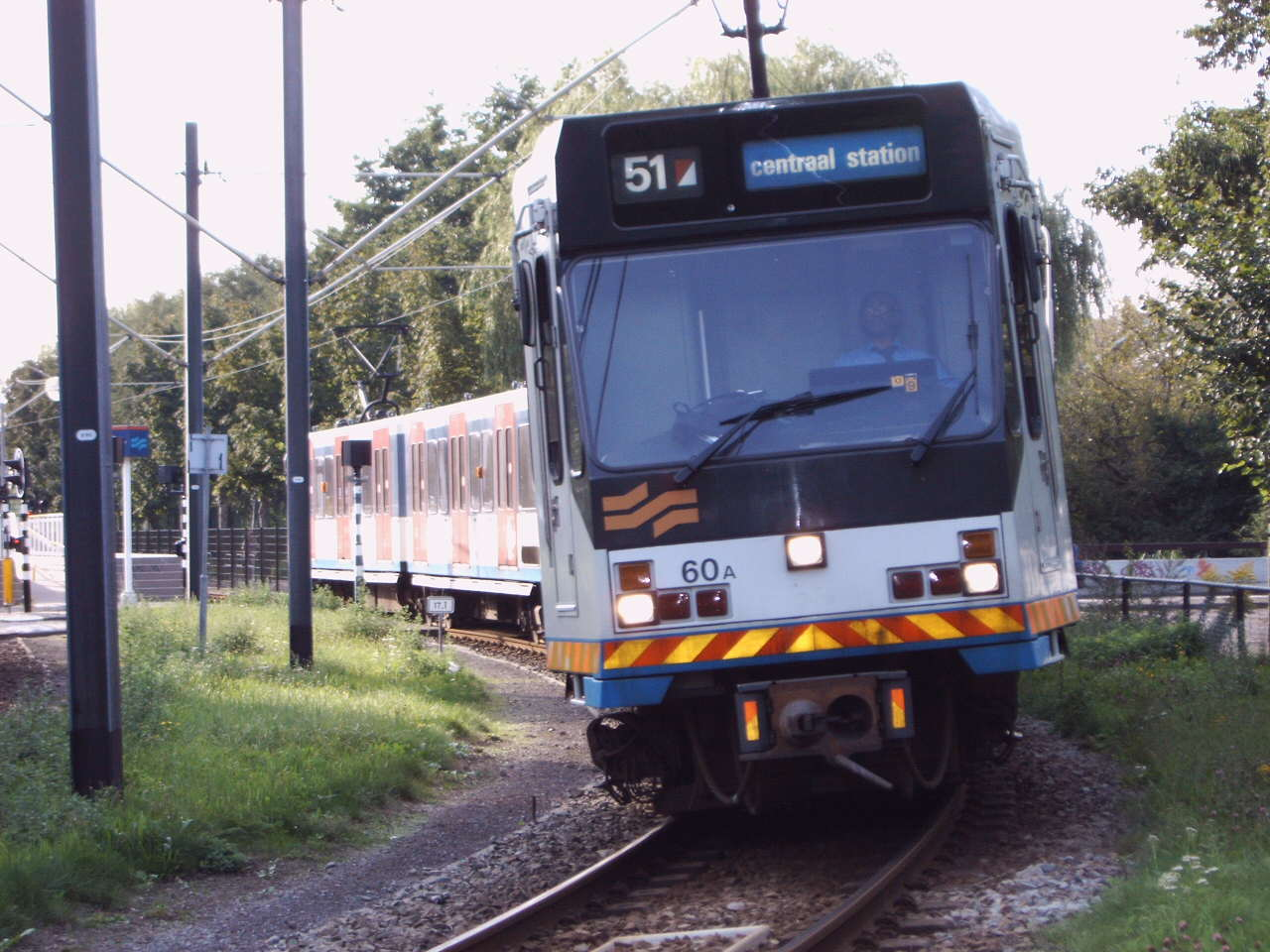
Linha 51

Em 1970, começou a construção da linha Este, tendo iniciado o seu funcionamento em 1977. A linha é constituída por dois troços: a Linha 53 e a Linha 54, que unem o centro da cidade com as zonas residenciais a sudeste. Durante a sua construção, a demolição de um bairro judeu, perto de Nieuwmarkt causou grande controvérsia. Contudo, as obras não pararam; a ornamentação da estação de Nieuwmarkt é alusiva ao protestos sobre a demolição.
Em 1990, abriu a Linha 51; esta partilhava parcialmente a via com as outros duas linhas já existentes. Sete anos mais tarde, em 1997, a Linha em anel (Linha 50) foi adicionada à rede.Esta fez com que o sul e o oeste da cidade ficassem ligados, evitando que as pessoas tivessem de passar pelo centro sempre que quisessem fazer o percurso.
Em 2002, foi iniciada a construção da linha norte-sul (Linha 52) que deve estar concluída em julho de 2012. Vai ser a primeira linha da rede a passar pela Baía de IJ, e a partir daí ligará a Centraal Station à estação de comboio, no sul da cidade. A linha poderá ser expandida até ao Aeroporto Internacional de Amesterdão.

## Rede

Diagrama do metro de Amesterdão.

| Linha    | Cor      | Trajeto                        | Inauguração | Número de estações |
| -------- | -------- | ------------------------------ | ----------- | ------------------ |
| Linha 50 | Verde    | Isolatorweg — Gein             | 1997        | 20                 |
| Linha 51 | Laranja  | Centraal Station — Westwijk    | 1990        | 29                 |
| Linha 52 | Azul     | Noord — Zuid                   | 2018        | 8                  |
| Linha 53 | Vermelho | Centraal Station — Gaasperplas | 1977        | 14                 |
| Linha 54 | Amarelo  | Centraal Station — Gein        | 1977        | 15                 |